# Donald I. Moore
Donald Irving Moore (Farnhamville, 11 april 1910) is een Amerikaans componist, muziekpedagoog en dirigent.

## Levensloop
Moore kwam al vroeg in contact met muziek en werd lid van het harmonieorkest aan zijn High School. Hij studeerde aan de Drake universiteit in Des Moines en wisselde 1 jaar later aan het Carleton College in Northfield. Aldaar behaalde hij ook zijn Bachelor of Arts in 1932. Vervolgens studeerde hij aan het Colorado State College of Education en behaalde zijn Master of Arts in 1940. 
Moore werd dirigent van verschillende school-harmonieorkesten in Charles City en in Britt. Later verhuisde hij naar Dallas en werd daar eveneens dirigent van diverse school-harmonieën en van het All-City Orchestra. In januari 1941 werd hij benoemd tot directeur van de harmonieorkesten van het Colorado State College of Education. Van 1942 tot 1945 verrichtte hij zijn dienst in een United States Navy Band. Vervolgens voltooide hij zijn studies bij James Robert Gillette, F. L. Lawrence alsook Erik Leidzen en promoveerde aan de Universiteit van Michigan in Ann Arbor tot Doctor of Education (Ed.D.). 
Daarna werd hij voor een jaar zowel aan de befaamde Juilliard School of Music alsook aan de Columbia-universiteit in New York directeur van de harmonieorkesten. In september 1948 werd hij in dezelfde functie werkzaam aan de Baylor Universiteit in Waco. Eveneens was hij docent aan de muziekafdeling van deze universiteit. Hij verhoogde het muzikale peil van de harmonieorkesten en werd in de hele Verenigde Staten ermee bekend, onder anderen verzorgde hij in 1957 met de Baylor University Golden Wave Band de première van het werk Short suite van de Amerikaanse componist Ulysses Simpson Kay jr.. De op 135 leden gegroeide harmonieorkest verzorgde ook buiten de Verenigde Staten concerten en ceremonieën van de Baptistenkerk. 
Als componist werd hij bekend met zijn marsen en werken voor kerkelijk gebruik. Meer dan 30 composities werden gepubliceerd. Moore is lid van de American Bandmasters Association (ABA), lid en voorzitter van de Southwest Division van de College Band Directors National Association (CBDNA), lid van de Texas Bandmasters Association en de componisten-broederschappen Phi Mu Alpha, Phi Delta Kappa en Kappa Kappa Psi. Van de laatstgenoemde broederschap was hij van 1955 tot 1957 voorzitter. Als eerste dirigent ontving hij de "Director of the Year award" van de Christian Instrumental Directors Association in maart 1986. 
Hij was een veelgevraagd jurylid bij wedstrijden van harmonieorkesten. 

## Composities

### Werken voor harmonieorkest
- 1948 Marcho Poco
- 1950 Rhythmetic Rhapsody, voor harmonieorkest
- 1954 March Forth
- 1957 Ides of March
- 1968 C.B.D."N."A., mars voor harmonieorkest
- 1971 Tau Beta Sigma March
- Affirmation: Alleluia
- Accolade, mars
- Bright and breezy
- Beguine on a Bach Bass
- Carol of the Newborn King
- Dawn of Peace, mars
- Domino variations
- Liszt Showcase
- Psalm 23, voor gemengd koor en harmonieorkest
- Rise and Shine, concertmars
- Saul of Tarsus
- The greatness of America, voor gemengd koor en harmonieorkest
- Those Basses, mars
- Triumvirate, voor trombone trio en harmonieorkest

## Publicaties
- Requiem for an unknown hero, Colorado State College of Education, Division of Music, 1940. 80 p.